# Legio angelica
Legio angelica byl katolický spolek hochů-ministrantů založený Karlem Methodem Klementem OSB v roce 1927 a existující (z formálního hlediska s přestávkou v letech 1940 až 1945) do roku 1948. Členil se na družiny zřizované při jednotlivých farnostech a klášterech, které od roku 1934 souběžně fungovaly také v rámci Svazu junáků-skautů a skautek republiky československé.

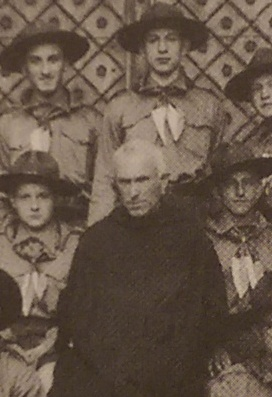
P. Klement mezi skauty

K založení Legio angelica došlo v neděli 2. října 1927 ve svatováclavské kapli pražské katedrály, později se jako datum založení uvádělo také 15. září 1929, kdy byly konzistoří pražské arcidiecéze schváleny její stanovy. Od září 1930 byl pro členy Legio angelica vydáván stejnojmenný časopis. Zakladatel nejprve zaujímal ke skautingu odmítavý postoj, roku 1933 se však v chorvatské Ice, kde si léčil lupenku, náhodou setkal s vůdcem maďarských skautů Msgre. Tihamérem Tóthem, který ho pro toto hnutí nadchl. V létě 1934 proto pražská družina Legio angelica uspořádala svůj první skautský tábor v Beluši na Slovensku a po prázdninách se skautský odbor Legio angelica zaregistroval jako 9. sbor Junáka.
Mezi členy Legio angelica patřili například Jan Opasek (byl jedním z prvních, měl legitimaci číslo 7), Karel Otčenášek, Jan Lebeda, Jiří Reinsberg, Alexander Heidler, Josef Zvěřina, Bohumil Svoboda, Jiří Blažek, Miloš Blažek nebo Antonín Mandl.

## Ředitelé Legio angelica
Vedoucími spolku byli postupně:
- Karel Method Klement OSB (do roku 1937, přezdívaný i „páter jedna“)
- Ladislav Pavelka (od září 1937, „páter dva“)
- Josef Gabriel (od října 1945, „páter tři“)